# 硝酸汞
硝酸汞（化学式：Hg(NO3)2）是一种主要用于实验室的化学试剂。

## 性质
硝酸汞是无色或白色透明结晶或白色粉末，有较强的潮解性。剧毒。易溶于水、稀硝酸、丙酮，难溶于乙醇。有半水和一水两种水合物，其中以半水合物最为常见。半水合物加热时脱水生成碱式盐 Hg3O2(NO3)2，缓缓加热时生成氧化汞，强热时则生成汞、二氧化氮和氧气。
在溶液中硝酸汞几乎完全以未离解分子的形式存在，在水中迅速发生水解，生成 Hg3O2(NO3)2·2H2O 的沉淀。在 Hg2+-NO3− 的水溶液体系中，lg K1 约为0.3，同时存在 Hg(NO3)3− 和 Hg(NO3)42−。乙醇溶液中，硝酸汞与 NMe4NO3 反应得到固态的 (NMe4)2[Hg(NO3)4]，其中的汞为八配位，四个 NO3− 均以双牙基的方式与汞进行配位。
将铜丝放置于硝酸汞的溶液中，会发生置换，生成蓝色的硝酸铜溶液和金属汞。虽说铜的金属活动性排在氢之后，但和硝酸汞反应的时候仍会产生少量黄色氧化汞沉淀。

## 制备
由浓硝酸和金属汞生成，副产物是一氧化氮或二氧化氮，副产物的种类视硝酸的浓度而不同。根据不同条件可从硝酸汞溶液中得到含半分子水或一分子水的水合物。
无水硝酸汞可通过氧化汞和四氧化二氮的反应制取。首先生成加合物 Hg(NO3)2·N2O4，然后在真空中稍加热脱去 N2O4 即得到无水硝酸汞。

## 用途
用作化学分析试剂，用于有机合成及药品和雷汞的制造。